# Música andina

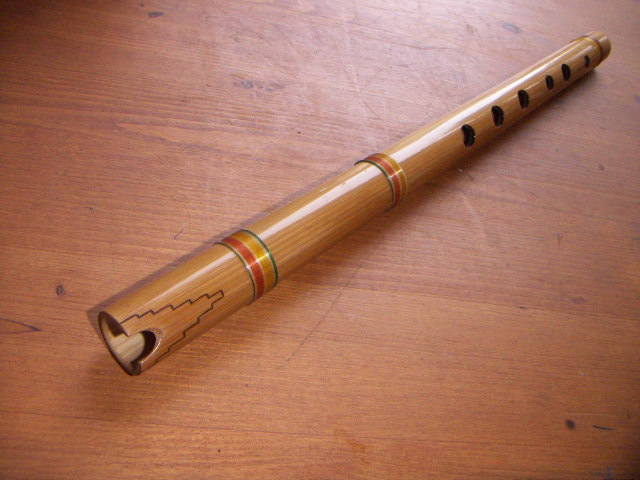
Uma quena, instrumento tradicional andino

Música andina é um termo que se aplica a uma vasta gama de gêneros musicais folclóricos, originadas na Cordilheira dos Andes, aproximadamente na área dominada pelos incas antes do contato europeu. Esta área inclui integramente a Bolívia, Equador, Peru, além de países como Colômbia e Argentina.
É tocada com uma gama variada de instrumentos nativos. Em algumas regiões e países, caracteriza-se pela interpretação com instrumentos como a flauta de pã, a quena, o charango e o tambor. Em outros lugares, os instrumentos básicos são o requinto (espécie de cavaquinho com altas notas melódicas), o violão, o triplo (espécie de violão com notas agudas), e a bandola. Entre os artistas mais destacados desse estilo musical regional são incluidos os grupos bolivianos, peruanos e chilenos como Los Kjarkas, Savia Andina, Alborada, Illapu e Inti-Illimani.